# Герасун Борис Абрамович
Герасу́н Бори́с Абра́мович (16 грудня 1938, Кременчук Полтавської обл. — 22 вересня 2024) — видатний український інфекціоніст, гепатолог, доктор медичних наук, професор, Заслужений професор Львівського Національного медичного університету імені Данила Галицького (ЛНМУ), професор кафедри інфекційних хвороб.

## Біографія
Закінчив санітарно-гігієнічний факультет Львівського медичного інституту (ЛМІ) у 1963 році. 
Працював епідеміологом СЕС Кам'янка-Бузького району Львівської обл. і м. Львова у 1963-68 рр. 
Відчув потяг до наукової роботи — поступив до аспірантури на кафедру мікробіології ЛМІ, яку успішно закінчив захистом дисертації на здобуття наукового ступеня кандидата медичних наук у 1971 році. З цього року асистент кафедри епідеміології цього навчального закладу, але бажання займатися лікарською діяльністю привело Бориса Абрамовича у 1974 році на кафедру інфекційних хвороб ЛМІ, де він працював асистентом до 1983 року, з цього року до 1986 року — доцент цієї кафедри. У 1984 році йому присвоєно вчене звання «Доцент по кафедрі інфекційних хвороб». У 1985 році Борису Абрамовичу за результатами блискучого захисту дисертації у Ленінграді присуджено науковий ступінь доктора медичних наук. З 1986 року обійняв посаду професора кафедри, у 1987 році йому присвоєно вчене звання «Професор по кафедрі інфекційних хвороб». У 2007 році Борису Абрамовичу рішенням Вченої ради ЛНМУ імені Данила Галицького присвоєно почесне звання «Заслужений професор ЛНМУ».
Помер 22 вересня 2024 року у Львові.

## Наукова діяльність
Напрями наукових досліджень — проблеми гепатології, клінічної імунології, діагностики й лікування вірусних гепатитів. Комплексне вивчення природних шляхів поширення вірусного гепатиту В дало змогу доказати, що цей вірус може передаватися статевим шляхом (1969 р.) та можливість його позапечінкової (у лімфоцитах) реплікації (1971 р.), опрацював комплекс методів вивчення сенсибілізації лімфоцитів до поверхневого та ядерного антигенів гепатиту В. Наслідком таких досліджень стала розробка оригінального методу визначення субтипів HBsAg вірусу гепатиту В. Запропонував методику імунологічного моніторингу для прогнозування розвитку печінкової енцефалопатії. Вперше в СРСР ним було запроваджено випуск імуноглобуліну проти вірусу гепатиту В на Львівському заводі бакпрепаратів. Ним були проведені численні дослідження, які призвели до розробки методу клітинної терапії кріоглобулінемій, методу ізоімунізації при лікуванні часто рецидивуючого простого герпесу 1 і 2-го типів.
Автор близько 310 наукових праць, серед яких 2 монографії, 2 навчальні підручника, 5 авторських свідоцтв СРСР, 5 патентів України. За авторське свідоцтво, присвячене вірусному гепатиту В, був удостоєнний відзнаки «Винахідник СРСР» у 1985 році.
Є головним редактором науково-практичного медичного журналу «Гепатологія», членом редакційних рад й колегій багатьох медичних часописів, членом спеціалізованої вченої ради для проведення захисту дисертацій на здобуття наукового ступеня доктора (кандидата) медичних наук. Нагороджений медаллю Асоціації інфекціоністів України «Агапіт Печерський» (2006 рік).
Підготував 10 кандидатів, 2 докторів наук.
Основні праці:
- О заражении инфекционным гепатитом в квартирных очагах // Сов Мед. — 1969 р., № 6;
- Вирусный гепатит В у больных туберкулезом (канд. дис.). Львів, 1971 р.;
- Бласттрансформация культуры лейкоцитов под воздействием антигена и ее торможение сывороткой крови больного вирусным гепатитом // Цитология и генетика, 1971 р.
- Определение подтипов поверхностного антигена гепатита В в реакции торможения встречного иммуноэлектроосмофореза // Лабор. дело, 1981.
- Гиперчувствительность замедленного типа к поверхностному антигену вируса гепатита В // Журн. микробиол., 1982 р.
- Вирусный гепатит В с естественными путями передачи (докт. дис.). Ленінград, 1985 р.;
- Венерическое распространение гепатита В // Вестн Дермат Венерол. — 1985 р., № 3 (співавт.);
- Результати розробки та апробації імуноферментного методу визначення ротавірусних антитіл людини класу IgM у сироватках крові хворих на ротавірусну інфекцію // Лікарська справа, 1993 р.
- Вірусний гепатит В — НВ-вірусна інфекція. Львів, Вільна Україна, 1993 р. — 177 с., 2003 р. (друге видання);
- Жовтяниці у вагітних. Львів, ЛДМУ, 1999 р. — 240 с. (співавт.);
- Особливості перебігу вагітності у жінок з НВ-вірусною інфекцією в залежності від типу репродукції вірусу гепатиту В // Перинатальна Педіатрія. — 2001 р., № 2 (співавт.);
- Лечение аутоимунных нарушений при хронических гепатитах B и C // Мир Вирусных Гепатитов. — 2006 р., № 1.
- Інфекційні хвороби (підручник) (за ред. О. А. Голубовської). — Київ: ВСВ «Медицина». — 2012. — 778 с. — 12с. кольор. вкл. (О. А. Голубовська, М. А. Андрейчин, А. В. Шкурба, Б. А. Герасун та ін.) (укр. мова) ISBN 978-617-505-214-3
- Вирусные гепатиты в схемах, таблицах и рисунках. Посібник для медвузів. Львів, Кварт. — 2012 р. — 122 с. (з співавт.)
- Новий метод зменшення активності імунного процесу по відношенню до автоантигенів щитовидної залози у хворих на хронічний гепатит С / Гепатологія. — 2013 р., № 2. — С. 22-30 (співав. О. А. Голубовська, Р. Ю. Грицко, О. М. Зінчук, А. В. Шкурба)
- Инфекционные болезни (учебник) (под ред. О. А. Голубовской). — Киев: ВСИ «Медицина». — 2014. — С. 784. — 12 с. цв. вкл. (О. А. Голубовская, М. А. Андрейчин, А. В. Шкурба и др.) (рус. яз.)
- Reduction of hyperproduction of thyroid autoantibodies in patients without disturbance of the thyroid function: new patents. Recent Pat Endocr Metab Immune Drug Discov. 2014;8(2):140-5. (з співавт.)
- Experience of Using Metformin in Patients Infected with HCV Genotype 3 with Concomitant Metabolic Disorders. / Endocrinol Metab Synd 2015; № 4:163. (з співавт.)
- Original inhibition method of excessive synthesis of pro-inflammatory cytokine of tumour necrosis factor α. Central European Journal of Immunology 3/2015 with DOI number: 10.5114/ceji.2015.54597 pp. 345—349. (з співавт.)

## Сім'я
Син — Герасун Олександр Борисович, продовжує справу батька на тій самій кафедрі, є головою студентського наукового гуртка кафедри інфекційних хвороб та відомим учасником інтелектуальних ігор «(Що? Де? Коли?», «Брейн-Ринг») Львівщини й України.